# Цацу
Цацу (рум. Țațu) је село у општини Корнерева у жупанији Караш-Северин у Румунији.

## Положај
Цацу се налази у долини реке Черне. Административно припада жупанији Караш-Северин у чијем се западном делу налази, уз границу са жупанијом Мехединци.

## Демографија
Према попису из 2011. године у Цацуу је живео 31 становник што је за 13 (29,55%) мање у односу на 2002. када је на попису било 44 становника. Према попису из 2002. сви становници села били су Румуни.
| Етнички састав према попису из 2002.‍ | Етнички састав према попису из 2002.‍ | Етнички састав према попису из 2002.‍ | Етнички састав према попису из 2002.‍ | Етнички састав према попису из 2002.‍ |
| ------------------------------------ | ------------------------------------ | ------------------------------------ | ------------------------------------ | ------------------------------------ |
|                                      |                                      |                                      |                                      |                                      |
| Румуни                               | Румуни                               |                                      | 44                                   | 100%                                 |